# Утар-Атынское сельское поселение
Утар-Атынское се́льское поселе́ние — муниципальное образование в Арском районе Татарстана Российской Федерации.
Административный центр — село Утар-Аты.

## История
Статус и границы сельского поселения установлены Законом Республики Татарстан от 31 января 2005 года № 7-ЗРТ «Об установлении границ территорий и статусе муниципального образования "Арский муниципальный район" и муниципальных образований в его составе».

## Население
| 2010  | 2011  | 2012  | 2013  | 2014  | 2015  | 2016  |
| ----- | ----- | ----- | ----- | ----- | ----- | ----- |
| 1007  | ↘1006 | ↗1221 | ↘1216 | →1216 | ↘1211 | ↗1221 |
| 2017  |       |       |       |       |       |       |
| ↘1209 |       |       |       |       |       |       |

## Состав сельского поселения
| № | Населённый пункт | Тип населённого пункта       | Население |
| - | ---------------- | ---------------------------- | --------- |
| 1 | Верхние Аты      | село                         |           |
| 2 | Кошлауч          | деревня                      |           |
| 3 | Старая Юльба     | деревня                      |           |
| 4 | Субаш-Аты        | село                         |           |
| 5 | Урнашбаш         | село                         |           |
| 6 | Утар-Аты         | село, административный центр |           |